# Рудник (Бургаська область)
Ру́дник (болг. Рудник) — село в Бургаській області Болгарії. Входить до складу общини Бургас.

## Населення
За даними перепису населення 2011 року у селі проживали 3507 осіб.
Національний склад населення села:
| Національність   | Кількість осіб | Відсоток |
| ---------------- | -------------- | -------- |
| турки            | 1494           | 58,3%    |
| болгари          | 1030           | 40,2%    |
| цигани           | 3              | 0,1%     |
| інша             | 7              | 0,3%     |
| не визначились   | 28             | 1,1%     |
| Всього відповіли | 2562           |          |

Розподіл населення за віком у 2011 році:
Динаміка населення: